# Méditations poétiques
Ne doit pas être confondu avec Nouvelles Méditations poétiques.
Méditations poétiques est le premier recueil de poèmes d'Alphonse de Lamartine, publié en 1820.
Ce recueil, tiré à 500 exemplaires le 11 mars 1820, contient des poèmes composés entre 1815 et 1820 et compte les plus éminents de la carrière de l'auteur : Le Lac, L'Isolement, Le Soir, Le Vallon ou encore L'Automne.

## Regards sur l'œuvre

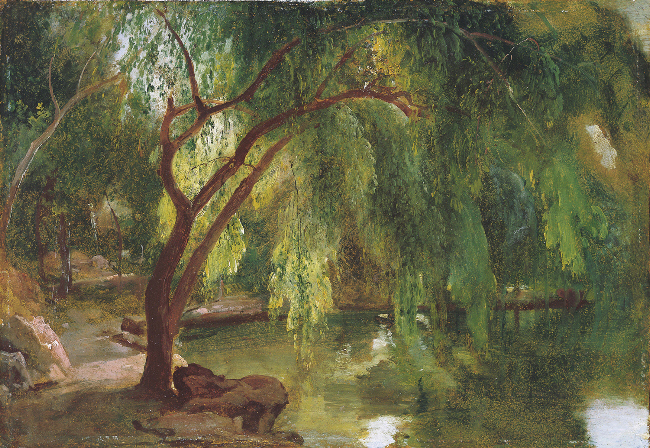
Carl Blechen, Tiergarten, 1825.
Le paysage naturel, cher aux artistes romantiques, est très présent dans les Méditations poétiques.

La première édition comportait 24 poèmes. D'autres éditions suivirent ; celle de 1849 comportait alors 41 poèmes. Ce recueil marque l'aboutissement d'un courant de poésie élégiaque caractérisé par de nombreuses allusions mythologiques, une tonalité exclamative, des interrogations ainsi qu'une abondance de périphrases poétiques. Il fait l'effet d'une révolution car son fond est nouveau : les poèmes se fondent sur l'expression d'un lyrisme tout personnel qui exalte les moments tristes ou heureux de la vie du jeune poète.
Le recueil est marqué par les soupirs de l'âme de Lamartine, qui évoque les souvenirs et les regrets, les espérances et les désespoirs, l'angoisse face à la mort. Mais ces élans de l'âme sont inséparables du sentiment de la nature amie, à qui le poète confie ses joies et ses peines. L'évocation des paysages naturels reflète l'état d'âme du poète lui-même, avec par exemple les motifs récurrents du lac et du vallon (ce dernier rappelant à Lamartine la sûreté et la douceur de son enfance et de la demeure paternelle). Lamartine essaye aussi d'exprimer son rapport à l'au-delà. Bien que chrétien, il n'a pas de certitudes exactes, ce qui le pousse parfois à douter, mais finalement, l'espérance envers l'immortalité triomphe.

## Liste des poèmes

### Poèmes présents dans l'édition de 1820
1. L'Isolement
2. L'Homme
3. Le Soir
4. L'Immortalité
5. Le Vallon
6. Le Désespoir
7. La Providence à l'homme
8. Souvenir
9. L'Enthousiasme
10. Le Lac
11. La Gloire
12. La Prière
13. Invocation
14. La Foi
15. Le Golfe de Baya
16. Le Temple
17. Chants lyriques de Saül
18. Hymne au soleil
19. Adieu
20. La Semaine sainte à la Roche-Guyon
21. Le Chrétien mourant
22. Dieu
23. L'Automne
24. La Poésie sacrée
25. Œuvres posthumes

### Rajouts ultérieurs
1. À Elvire
2. Ode
3. Le Lis du golfe de Santa Restituta (1842)
4. La Retraite
5. La Charité (1846)
6. Ode sur la naissance du Duc de Bordeaux
7. Ressouvenir du Lac Léman (1842)
8. Le Génie
9. Philosophie
10. Le Pasteur et le Pêcheur (1826)
11. À une Fleur séchée dans un album (1827)
12. Ferrare (1844)
13. A un Enfant, fille du poète (1831)
14. Les Fleurs (1837)
15. Les Oiseaux (1842)
16. Les Pavots (1847)
17. Le Coquillage au bord de la mer